# 圣卢-拉迈雷
圣卢-拉迈雷（法語：Saint-Loup-Lamairé，法語發音：[sɛ̃ lu lamɛʁe]）是法国德塞夫勒省的一个市镇，属于帕尔特奈区。该市镇于1974年由原市镇图埃河畔圣卢（Saint-Loup-sur-Thouet）和拉迈雷（Lamairé）合并而成。

## 地理
圣卢-拉迈雷（46°47'18"N, 0°9'55"W）面积21.8 平方千米，位于法国新阿基坦大区德塞夫勒省，该省份为法国西部内陆省份，北起曼恩-卢瓦尔省，西接旺代省，南至夏朗德省和滨海夏朗德省，东临维埃纳省。
与圣卢-拉迈雷接壤的市镇（或旧市镇、城区）包括：艾尔沃、阿赛-莱瑞莫、欧比尼、古尔热、卢安、普雷西尼。

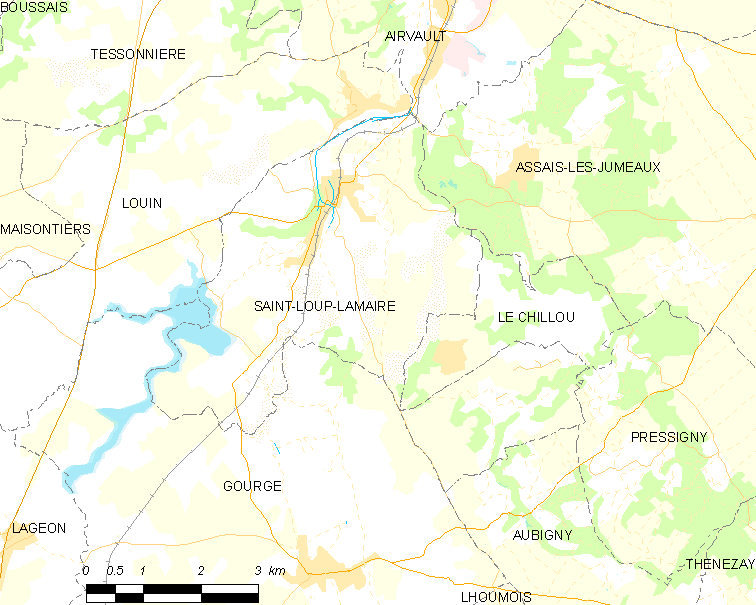
圣卢-拉迈雷的OSM定位图

圣卢-拉迈雷的时区为UTC+01:00、UTC+02:00（夏令时）。

## 行政
圣卢-拉迈雷的邮政编码为79600，INSEE市镇编码为79268。

## 政治
圣卢-拉迈雷所属的省级选区为图埃河谷县。

## 人口

1962-2008年间圣卢-拉迈雷人口变化图示

圣卢-拉迈雷于2022年1月1日时的人口数量为1038人。